# 船崎恵視
船崎 恵視（ふなさき めぐみ、現姓：安田、1977年8月14日 - ）は、日本の元女子バレーボール選手、現指導者。

## 来歴
宮崎県宮崎市出身。友人に誘われて小学5年よりバレーボールを始める。走ることが大好きだったので、中学では陸上部を選択したが、バレーボールへの思いが強くなり、少しでも役立つとの思いからハイジャンプの練習に集中した。高校は県内バレー強豪校の宮崎日大高校へ進学する。セッターとして出場した1年生大会で優勝し、3年次にも宮崎代表となった。
香蘭女子短期大学卒業後、V1リーグの武田薬品に入部したが、3年後に廃部。JTマーヴェラスを経て茂原アルカスに入部するも後に廃部となり、2006年、Vプレミアリーグに昇格したばかりのトヨタ車体クインシーズに入部した。
安定したトス回しと効果率Vリーグ歴代3位のサーブが持ち味で、チームの成績向上に貢献。2008年12月の平成20年度天皇杯・皇后杯全日本バレーボール選手権大会では優勝に大きく貢献した。
2011年6月、トヨタ車体を退団し、同年11月にPFUブルーキャッツに移籍した。
2013年5月、PFUを退団。2014年から白鷗大学バレーボール部の監督を務める。2017年8月、株式会社大丸プランニングに入社。PSGAピラティスのインストラクターやサーキットトレーニングのトレーナーを務める。2018年7月に退社。
2018年8月、新設チームのリガーレ仙台の監督に就任。
2019年9月、リガーレ仙台の監督退任。
2022年には、東海大甲府高校の女子バレーボール部コーチと、デフバレーボール女子日本代表コーチを務めた。

## エピソード
- 座右の銘は「継続は力なり」。この言葉を胸に、幾多の挫折や休部の波を乗り越えてきたといえる。

## 所属チーム

### 選手
- 賀茂小（賀茂クリスタル）[13]
- 赤江中
- 宮崎日大高校
- 香蘭女子短大
- 武田薬品（1998-2001年）
- JTマーヴェラス（2001-2003年）
- 茂原アルカス（2003-2006年）
- トヨタ車体クインシーズ（2006-2011年）
- PFUブルーキャッツ（2011-2013年）

### 指導者
- 白鷗大学バレーボール部 監督
- リガーレ仙台 監督（2018-2019年）
- 東海大甲府高校女子バレーボール部 コーチ
- デフバレーボール女子日本代表 コーチ（2018年-）[14]